# Fijulj
Fijulj (cyr. Фијуљ) – wieś w Serbii, w okręgu zlatiborskim, w gminie Sjenica. W 2011 roku liczyła 108 mieszkańców.